# Vasileios Polymeros
Vasileios Polymeros (græsk: Βασίλειος Πολύμερος; født 20. februar 1976 i Volos) er en græsk tidligere roer og dobbelt olympisk medaljevinder. Størstedelen af sin karriere roede han letvægtsdobbeltsculler med varierende makkere.
Polymeros deltog første gang ved de olympiske lege i 1996 i Atlanta, hvor han stillede op i letvægtssculler sammen med Ioannis Kourkourikis. De kom via opsamlingsheatet i semifinalen, hvor de blev nummer fem og dermed kom i B-finalen. Her blev de nummer fire, hvilket betød en samlet tiendeplads.
Ved OL 2000 i Sydney roede han sammen med Panagiotis Miliotis, og de kom via opsamlingsheat i semifinalen, hvor de blev nummer fire. I B-finalen blev de nummer to og dermed samlet nummer otte.
Ved OL 2004 på hjemmebane i Athen havde han Nikolaos Skiathitis som makker. De vandt først deres indledende heat i ny olympisk rekord (der dog blev forbedret af franske Frédéric Dufour og Pascal Touron i næste heat). I semifinalen blev grækerne nummer to efter polakkerne Tomasz Kucharski og Robert Sycz, og i finalen var Kucharski og Sycz hurtigst, mens Dufour og Touron blev næstbedst og Polymeros og Skiathitis vandt bronze. Det var den første græske OL-medalje i roning nogensinde.
Fire år senere ved OL 2008 i Beijing roede Polymeros sammen med Dimitrios Mougios, og efter en andenplads i indledende heat vandt de deres semifinale. I finalen var briterne Zac Purchase og Mark Hunter hurtigtst, men grækerne vandt sølv og danske Mads Rasmussen og Rasmus Quist bronze.
Polymeros vandt en VM-guldmedalje i letvægtssinglesculler ved VM 2005, VM-sølv i dobbeltsuller sammen med Mougios i 2007 og to EM-guldmedaljer i henholdsvis 2008 og 2009, igen sammen med Mougios.

## OL-medaljer
- 2008:  Sølv i letvægtsdobbeltsculler
- 2004:  Bronze i letvægtsdobbeltsculler